# Kraiszte (obwód Dobricz)
Kraiszte (bułg. Краище) – wieś w Bułgarii, w obwodzie Dobricz, w gminie Generał Toszewo. Według danych szacunkowych Ujednoliconego Systemu Ewidencji Ludności oraz Usług Administracyjnych dla Ludności, 15 września 2022 roku miejscowość liczyła 5 mieszkańców.